# Au Sui-Wai
Au Sui-Wai (Hongkong, 10 december, 1961) (jiaxiang: Guangdong, Shenzhen, Longgang, Dapeng, Xiacun) is een Chinees acteur die onder andere werkt voor TVB. Hij spreekt Dapenghua en Standaardkantonees.

## Beknopte filmografie

### TVB-series
- In the eye of the beholder
- Sweetness in the Salt (2009)
- Man In Charge (2008)
- Love Exchange (2008)
- Forensic Heroes II (2008)
- D.I.E. (2008)
- The Master of Tai Chi (2008)
- Catch Me Now (2008)
- The Four (TVB) (2008)
- Last One Standing (2008)
- Devil's Disciples (2007)
- Lethal Weapons of Love and Passion (2006)
- Face to Fate (2006) als Bak Ching Su 白青書
- Real Kung Fu (2005)
- War of In-laws (2005)
- Twin of Brothers (2004)
- The Last Breakthrough (2004)
- Armed Reaction IV (2004)
- Survivor's Law (2003)